# Terebejna
Terebejna (biał. Церабейнае, Cierabiejnaje; ros. Теребейное, Tieriebiejnoje) – wieś na Białorusi, w obwodzie mińskim, w rejonie stołpeckim, w sielsowiecie Naliboki.
Współcześnie w skład miejscowości wchodzą także dawne wsie Nowosiółki i Tarasowo.
Przy szosie w kierunku Naliboków znajduje się cmentarz wojenny partyzantów Armii Krajowej poległych w walce z Niemcami, zniszczony przez sowietów i odnowiony po upadku komunizmu.

## Warunki naturalne
Wieś położona jest na obrzeżach Puszczy Nalibockiej, przy granicy Nalibockiego Rezerwatu Krajobrazowego.

## Historia
W XIX i w początkach XX w. miejscowości położone były w Rosji, w guberni wileńskiej, w powiecie oszmiańskim, w gminie Naliboki.
W dwudziestoleciu międzywojennym leżały w Polsce, w województwie nowogródzkim, w powiecie stołpeckim, w gminie Naliboki. Demografia w 1921 przedstawiała się następująco:
|            | Liczba mieszkańców | Budynki | Narodowość  | Narodowość        | Wyznanie    | Wyznanie |
| Polacy     | Liczba mieszkańców | Budynki | Białorusini | rzymskokatolickie | prawosławne |          |
| ---------- | ------------------ | ------- | ----------- | ----------------- | ----------- | -------- |
| Terebejna  | 840                | 149     | 283         | 557               | 839         | 1        |
| Nowosiółki | 138                | 25      | 138         | –                 | 138         | –        |
| Tarasowo   | 71                 | 17      | 71          | –                 | 64          | 7        |

W 1943 podczas operacji Hermann w Terebejnie odbyły się walki próbujących przebić blokadę puszczy partyzantów Armii Krajowej z Niemcami, w której Polacy ponieśli poważne straty. W tym też roku Niemcy powiesili tu schwytanych partyzantów st. ogn. Hermana Downara-Zapolskiego ps. „Napoleon” oraz por. Raczkiewicza ps. „Płomień” – brata ówczesnego prezydenta RP Władysława Raczkiewicza.
Po II wojnie światowej w granicach Związku Sowieckiego. Od 1991 w niepodległej Białorusi.